# Marc Palanques
Ne doit pas être confondu avec la commune espagnole de Palanques

Marc Palanques, né le 27 mai 1961 à Carcassonne, est un joueur au poste de deuxième ligne et dirigeant de rugby à XIII. Il a été désigné président de la Fédération française de rugby à XIII le 2 juillet 2016 succédant à Carlos Zalduendo jusqu'en 2020.

## Biographie
Il a commencé sa carrière à Saint Jacques XIII en 1979 avant de rejoindre Limoux en 1980 puis Carcassonne en 1981. Avec ce dernier, il remporte son premier titre : la Coupe de France en 1983. En 1984, il rejoint pour cinq saisons Le Pontet remportant notamment le Championnat de France en 1986 et 1988 ainsi que la Coupe de France en 1986 et 1988. Enfin en 1989, il revient à Carcassonne et y ajoute deux nouveaux titres : le championnat en 1992 et la Coupe en 1990.
Il a également été international français entre 1984 et 1987 au sein de l'équipe de France,  dont il fut capitaine.
Après sa carrière sportive, il crée l'entreprise « Kingsport  » avant que ce dernier intègre Intersport en 2003, restant dans son conseil d'administration. Il revient dans le milieu du rugby à XIII en 2015 devenant coprésident de Carcassonne en 2015 puis lance sa candidature pour devenir président de la Fédération française de rugby à XIII, candidature qui se clôt avec succès avec son élection le 2 juillet 2016 face au président sortant Charles Zalduendo.
En 2020, il décide de ne pas briguer de nouveau mandat. Il explique son geste par ces mots  « Je ne peux plus continuer face à un groupuscule inhumain ».

## Palmarès

### En club
- Championnat de France :
  - 3 fois vainqueur en 1986, 1988 avec Le Pontet et en 1992 avec Carcassonne.
  - 4 fois finaliste en 1985, 1987 et 1989 avec Le Pontet et en 1990 avec Carcassonne.
- Coupe de France :
  - 4 fois vainqueur en 1983 et  1990 avec Carcassonne, et 1986, 1988 avec Le Pontet
  - 3 fois finaliste en 1982 avec Carcassonne, et en 1985 et 1989 avec Le Pontet.

### En équipe de France
On lui compte huit sélections.
Face à la Grande-Bretagne : en 1984, en 1985, en 1986 (2 fois) et en 1987 (2 fois).
Face à la Nouvelle-Zélande : en 1985 (2 fois).

## Polémique à la suite de France-Pays de Galles (2018)
Dans une interview donnée au quotidien l'Indépendant le 1er novembre 2018, le Président Palanques commente la relative faible affluence des spectateurs lors du premier match de l’Équipe de France, en championnat d'Europe des nations 2018; les français reçoivent en effet les gallois au stade Albert Domec de Carcassonne. Il pousse alors un véritable « coup de gueule » contre les critiques relatives à la communication autour de l'évènement et met en cause l'attitude d'une présidente de club  qui, selon ses déclarations,  « indique qu'il vaut mieux regarder Angleterre Nouvelle-Zélande [test-match organisé le même jour] à la télévision que d'aller à Domec ». 
Bien qu'il n'ait pas nommée la Présidente en question, celle-ci répond quelques jours après dans le même journal ; il s'agit de Colette Tignères, président de Baho, qui précise n'avoir jamais conseillé aux personnes cela, mais indique avoir simplement écrit sur sa page facebook  « le samedi d'un match de l'équipe de France, c'est canapé. Parce que je n'en peux plus [...] » et que son texte n'avait pour but que « d'expliquer l'usure dans laquelle se trouvent les présidents de club ».

## L'homme du débat «XV contre XIII»  en 2019
Au mois de mai 2019, pour la première fois dans l'histoire du rugby, un débat public, télévisé, est organisé entre le Président de la FFR XV, Bernard Laporte et le président de la FFR XIII qu'il est à cette époque.
Le débat a lieu à l'Université de Perpignan et il est retransmis par la chaine Via Occitanie. Les deux hommes sont interrogés par des journalistes du « Midol  » et de l'Indépendant .
Malgré quelques « petites piques »  de la part de Bernard Laporte, le débat reste courtois et ne tourne pas à l'affrontement. Marc Palanques reste posé et factuel. Il cite notamment les statistiques des joueurs blessés dans sa discipline, décline les mesures prises  pour répondre aux questions des journalistes sur la dangerosité du rugby. Bernard Laporte reste, quant à lui, général sur ce sujet comme sur d'autres et ne citera aucun chiffre tout au long du débat. Il se montrera en revanche cordial avec son interlocuteur (qu'il ne connaissait d'ailleurs pas avant ce débat) en le tutoyant et plus exubérant dans la communication que son confrère à XIII.
A la question d'un éventuel rapprochement des deux disciplines, Marc Palanques propose que des treizistes aillent renforcer l'équipe de France de rugby à sept, mais obtient une forme de fin de non recevoir de la part de son homologue quinziste : Bernard Laporte indique qu'en France « On a déjà une équipe de France » et rebondit sur ce que Marc Palanques avait dit au cours du débat : que les treizistes pratiquaient plutôt  le rugby à IX.

## La création d'un Centre  Technique National
Au cours de sa mandature de Président, Marc Palanques porte le projet de création d'un Centre National Technique pour le rugby à XIII, à l'image de Clairefontaine pour le football et de Marcoussis pour le rugby à XV.
Le projet est validé par la fédération en 2020, la construction du centre est prévu à Alzonne dans l'Aude.

## Vidéographie
Résumé des meilleurs moments du débat du 14 mai 2019 avec Marc Palanques et Bernard Laporte (Via Occitanie)